# 能愿动词
能愿动词是指现代汉语中的一种用以表达可能、意愿、必要的动词，又被称为情态动词或助动词。
注意：情态动词是普通语言学中对世界各地语言中这一类动词的总的称呼；也可以特指某一语言中的情态动词。能愿动词则是汉语中的情态动词的特别称呼。

## 分类标准
能愿动词的划分，包括动词和副词的划界、能愿动词和一般动词的划界。20世纪50年代以后的研究中，能愿动词的划分主要以形式标准来划界，但由于选取的形式标准不同，情态动词的外延也有大有小。
汤廷池曾对这一问题有如下论述：“如果把国语助动词的语法特征限制得太宽，那么助动词与一般动词的界限就不容易辨别。反之，如果把助动词的语法特征限制得太严，那么国语的助动词就所剩无几。……我们也应该了解，词类与词类之间本来就没有黑白分明的界限。特别是国语的助动词，既缺乏英语助动词那样明确的形式标志，又没有英语助动词那样独特的句法表现，实不易成为一个明确而独立的语法范畴。因此，與其在动词与助动词之间勉强画出界限，不如对这些动词的语义与用法做更详尽的观察与深入的分析，以增进我们对于国语动词与助动词的了解。”
无论形式标准如何改变，一些一般不会有异议的典型能愿动词包括：
能，会，要，肯，敢，可能，可以，应该，愿意。

## 词类划分
一般都认为能愿动词属于动词。但也有语法学家有不同意见。吕叔湘早期曾把能愿动词看作副词。还有一部分学者认为能愿动词中一部分是动词，一部分是副词，还有一部分是两属的。

## 句法特征
能愿动词的部分句法特征如下：
一、只能在谓词性词语前出现，不能带体词宾语。例如：
正确：森林能保卫城市。
错误：*森林能城市。
二、可以在“X不X”的形式里出现，表示疑问。例如：
正确：她会不会有别的想法？
错误：*他最不最好。
三、不能重叠。例如：
正确：他可以研究研究。
错误：*他可以可以研究。
四、不能带体标记“着”、“了”、“过”。例如：
正确：你应该吃了饭了。
错误：*你应该了吃饭了。
五、“能愿动词+趋向补语”的形式不成立。例如：
正确：他上山去了。
错误：*他可以去了。（当重音落在“去”上时，“去”是谓语动词，这句话可说；当重音落在“可以”上时，“去”是趋向补语，这句话不能说。）
但上述能愿动词的句法特征都不是特有的，有的和一般动词共有，有的是和副词共有的。

## 语法功能
关于“能愿动词+谓词性词语”这一结构如何分析，学术界颇有分歧。
第一种观点认为这属于动宾结构。支持者有赵元任、朱德熙、马庆株等。
第二种观点认为这属于偏正结构。支持者有黎锦熙、王力等。
第三种观点则认为，能愿动词既有谓宾动词的特点，又有副词的一些特点，处于谓宾动词和副词的中间环节，因此有的能愿短语是（或者说更接近于）动宾结构，有的是（或更接近于）偏正结构。支持者有胡裕树、邢福义、黄伯荣、廖序东等。